# (647) Adelgunde
(647) Adelgunde ist ein Asteroid des Hauptgürtels, der am 11. September 1907 vom deutschen Astronomen August Kopff in Heidelberg entdeckt wurde.
Der Name ist vermutlich abgeleitet von der Prinzessin Adelgunde Marie Auguste Therese von Bayern.